# 鵲村
鵲村（かささぎむら）は三重県一志郡にあった村。現在の松阪市の北西部、伊勢湾の沿岸、雲出川の河口右岸にあたる。

## 地理
- 河川：雲出川、碧川、新川

## 歴史
- 1889年（明治22年）4月1日 - 町村制の施行により、笠松村・星合村・小舟江村・五主村の区域をもって発足。
- 1955年（昭和30年）3月21日 - 米ノ庄村・天白村・小野江村と合併して三雲村が発足。同日鵲村廃止。

## 交通

### 道路
- 国道23号